# Virgo datanidia
Virgo datanidia är en fjärilsart som beskrevs av Butler 1885. Virgo datanidia ingår i släktet Virgo och familjen nattflyn. Inga underarter finns listade i Catalogue of Life.